# Zaitokukai
La Zaitokukai (在日特権を許さない市民の会, Zainichi tokken o yurusanai shimin no kai, litt. « association des citoyens contre les privilèges spéciaux des Coréens du Japon ») est une organisation nationaliste japonaise anti-coréenne fondée en 2006 par un homme qui serait un quadragénaire ancien inspecteur des impôts dont le pseudonyme est Makoto Sakurai.

## Activités
Les caractéristiques du mouvement sont :
- prétention à la normalité, à être composé de citoyens ordinaires ;
- usage d'Internet, mais aussi action directe ;
- la cible principale du mouvement est les Zainichi et la politique officielle de lutte contre les discriminations envers ceux-ci. On peut parler de « racisme de proximité[3] » envers les Coréens résidents du Japon[4] ;
- le révisionnisme historique, en particulier le déni du phénomène des femmes de réconfort.

Les principales cibles de Zaitokukai sont le quartier coréen de Shin-Okubo dans Shinjuku et la Korea Town du quartier Tsuruhashi à Osaka. Lors d'une de leurs manifestations, le 31 mars 2013 à Shin-Okubo, il y a eu des heurts avec des militants antiracistes et des interpellations, plusieurs passants et des fans de K-Pop rejoignant le groupe anti-raciste, finissant par surpasser les Zaitokukai en nombre. En général leurs manifestations ne rassemblent cependant qu'une cinquantaine de personnes, la majorité des adhérents au Zaitokukai restant sur Internet.
La plus grosse manifestation a eu lieu en août 2010 avec des membres de Zaitokukai, de groupuscules d'extrême droite japonaise et des internautes faisant du flash mob. Entre quelques centaines ou plusieurs milliers selon les sources, ils ont protesté face aux locaux de la télévision Fuji contre le trop grand nombre de dramas coréens.
Les manifestations de la Zaitokukai ont diminué depuis le passage d'une loi sur les discours haineux le 3 juin 2016.

## Membres
Le groupe compterait en 2016 plus de 15 000 membres. Plusieurs membres de la Zaitokukai ont contribué au financement des campagnes politiques de Tomomi Inada.
Il existe au sein du mouvement un groupe féminin, intitulé Gendai-Nadeshiko-Kurabu (Club des jeunes Japonaises délicates).

## Procès et condamnations
Le 7 octobre 2013, la Zaitokukai a été condamnée par le tribunal de Kyoto à une amende et à une interdiction locale de manifester pour avoir harcelé une école primaire pro-nord-coréenne de Kyoto.
En avril 2016, la cour d'appel de Takamatsu a confirmé un jugement du tribunal de Tokushima et condamné la Zaitokukai à une lourde amende pour le harcèlement physique et en ligne d'un syndicat d'enseignants qui avait exprimé son appui pour une école coréenne de Matsuyama.
En septembre 2016, la Zaitokukai a été condamnée par le tribunal d'Osaka pour diffamation envers l'auteur Lee Shin-hye.
En septembre 2019, un procès pour diffamation s'est ouvert contre Hitoshi Nishimura, ancien directeur de la section de Kyoto de la Zaitokukai. Le procès concerne des discours qu'il avait prononcés en avril 2017, aidé d'un mégaphone, devant une école primaire coréenne de Kyoto.

## Analyse
La Zaitokukai suit le modèle du Tea Party mais nie les accusations de racisme, malgré des appels à la mort et à la haine depuis ses premières actions hors internet démarrées en 2009. Elle utilise parfois la violence physique.
Cette organisation inquiète tout le champ politique, incluant l’extrême droite japonaise.
La montée du Zaitokukai peut sembler paradoxale car le sentiment des Japonais envers la Corée du Sud s'est nettement amélioré ces dernières années, au travers des échanges commerciaux, culturels et sportifs. Le fait que leurs protestations s'élèvent contre les programmes télévisés sud-coréens plutôt que les sujets plus brûlants de géopolitique comme le problème des tirs de missile nord-coréens ne pourrait pas être compris d'après Yasuda Kouichi, comme un courant néo-nationaliste classique mais comme un moyen pour des citoyens isolés d'évacuer le sentiment d'impuissance face aux partis classiques. Ceci rejoindrait le récent livre publié par un freeter en 2007, qui souhaitait qu'une guerre éclate pour provoquer une émeute sociale qui libérerait le peuple des difficultés d'un emploi précaire.